# 芸術新聞社
株式会社芸術新聞社（げいじゅつしんぶんしゃ）は、日本の出版社である。1951年に創業し、美術・書道分野に特化した出版物を刊行しつつ、映画、デザイン、演劇、文芸、サブカルチュアなど芸術文化関連書籍の出版を行っている。
平山周吉による『戦争画リターンズ』（2015年）は雑学出版賞を、『満洲国グランドホテル』（2022年）は司馬遼太郎賞をそれぞれ受賞した。
2023年には大東文化大学書道研究所との共同企画『38の書斎 書家が語る文化と墨縁』を発刊した。
この他、佐々木豊の『泥棒美術学校』は10刷に達している。

## 発行している雑誌
- 墨
- 美術名典

書道専門誌『墨』は、2021年に創刊45年を迎え、日本画・洋画・版画・彫刻・工芸・書の作家、芸術家らの情報などを収録する美術年刊誌『美術名典』は、2019年に創刊65号を迎えた。